# Estación San Lorenzo (Mitre)
San Lorenzo es una estación ferroviaria ubicada en la localidad homónima, Departamento de San Lorenzo, Provincia de Santa Fe, Argentina.

## Servicios
La estación corresponde al Ferrocarril General Bartolomé Mitre de la red ferroviaria argentina.
Se encuentra actualmente con operaciones de pasajeros, por sus vías transitan los servicios Retiro - Tucumán de la empresa estatal Trenes Argentinos Operaciones, haciendo parada en esta.
Hasta 2007, Trenes de Buenos Aires operaba esta estación cuando el servicio iba a Santa Fe.

## Actualidad
A mediados de octubre de 2021, APREF Santa Fe presentó un proyecto a autoridades de la municipalidad de San Lorenzo para la reapertura de esta estación y que la misma sea parada del servicio "el Tucumano" operado por SOFSE, iniciando así las gestiones para que ello sea posible.
Tras reuniones con SOFSE y ADIF, el servicio "el tucumano" volvió a parar el 23 de mayo de 2022 y se anunció que para el 22 de junio de 2022 y tras 14 años de su cierre (debido a la cancelación del servicio a la ciudad de Santa Fe), queda finalmente operativa la estación para el servicio regular.